# Леа Айні
Леа Айні (івр. לאה איני, *1962, Тель-Авів) — ізраїльська поетеса і письменниця.